# Alignement stratégique

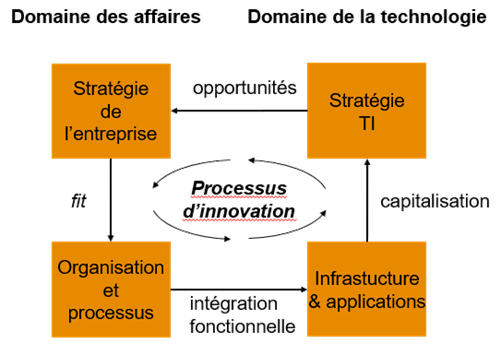
Alignement stratégique (inspiré de Henderson & Venkatraman 1990).

 (juin 2018).
Si vous disposez d'ouvrages ou d'articles de référence ou si vous connaissez des sites web de qualité traitant du thème abordé ici, merci de compléter l'article en donnant les références utiles à sa vérifiabilité et en les liant à la section « Notes et références ».
L'alignement stratégique est la démarche de fond consistant à redessiner la stratégie générale de l’entreprise et la stratégie de développement des technologies de l'information afin qu’elles soient en parfait accord. Ceci implique une cohérence de la stratégie générale avec l’infrastructure administrative d’une part et avec l’infrastructure des applications d’autre part. 

## Le modèle général de l'alignement stratégique
La notion de planification stratégique du SI remonte aux années 1970,. Mais le terme d'alignement lui-même est dû à Henderson et Venkatraman.

### Le principe de l'alignement stratégique
L’alignement stratégique se réalise autour de deux mouvements : premièrement autour de  la cohérence stratégique entre les dimensions internes et externes de l’entreprise et deuxièmement, autour de l’intégration fonctionnelle des technologies de l’information au sein de l’entreprise.
Ces mouvements s’effectuent autour de quatre dimensions :
- La stratégie de l’entreprise : positionnement de l’entreprise en matière de produits-marchés, définition des compétences distinctives et des métiers, construction des réseaux d’affaires (partenariats, alliances…) ;
- La conception de l’organisation qui recouvre le choix d’une infrastructure administrative (découpage en unités, hiérarchie, spécialisation, centralisation…) et la définition des processus d’affaires (développement de produits, gestion de la relation client, gestion de la qualité, logistique d’approvisionnement, etc.) ;
- La stratégie de développement technologique correspondant au positionnement de l’entreprise par rapport au marché (amont) des technologies de l’information. Ce domaine, à orientation externe, recouvre trois ensembles de choix: l’étendue du domaine technologique (quelles sont les technologies accessibles présentant un intérêt pour l’entreprise? leur portée et leur richesse potentielle de services?), les compétences requises pour assurer une utilisation satisfaisante (fiabilité, rapport performance- coût, flexibilité, etc.), les mécanismes de gouvernance pour la sélection et l’usage des techniques envisagées (alliances, externalisation, licences d’exploitation…) ;
- L’infrastructure et le processus des systèmes d’information recouvrant les choix d’architecture (le portefeuille d’applications et l’infrastructure technologique : matériels, logiciels, données), la définition des processus de développement, de maintenance et de contrôle des systèmes en place, l’acquisition, le maintien et le développement des compétences et connaissances indispensables pour la mise en œuvre et l’utilisation des SI développés.

Le modèle de l’alignement stratégique est articulé selon deux dimensions de la mise en cohérence :
- L’intégration stratégique qui correspond à l’alignement entre les domaines externes et les domaines internes. Ainsi doit-il y avoir cohérence entre le positionnement de la stratégie de l’entreprise et la conception de l’infrastructure administrative d’une part et également cohérence entre la stratégie des technologies d'information (externe) et les systèmes d’information (en interne) d’autre part.

- L’intégration fonctionnelle qui  correspond à l’impératif d’intégrer le domaine de l’entreprise et le domaine des technologies de l’information à deux niveaux. D’une part, en assurant la compatibilité des choix entre la stratégie d’affaires et la stratégie des technologies d'information (comprendre comment les choix relatifs aux technologies d'information conditionnent, soutiennent ou contrarient les choix du domaine d’affaires); d’autre part en veillant à la cohérence des choix internes, entre conception de l’infrastructure administrative et conception des systèmes d’information.

### Le processus de mise en cohérence
Ce modèle général est donc une base pour une mise en cohérence. Le processus d’alignement consiste à exploiter les relations entre les différents domaines pour améliorer la cohérence des choix. Il peut être vu comme une succession continuelle de différents coalignements. Chaque coalignement peut être caractérisé par trois domaines :
- un domaine d’ancrage qui pilote le changement
- un domaine pivot, intermédiaire, domaine de mise en œuvre de l’ancrage.
- un domaine d’impact correspondant à l’objet principal du changement.

Par exemple, un coalignement de type «exécution de la stratégie d’affaires» est ancré par les choix de la stratégie de l’entreprise; il déclenche des besoins de changements dans l’organisation(domaine pivot) qui vont à leur tour justifier la mise en place de nouveaux systèmes d’information (domaine d’impact).
Un coalignement de type «développement d’un avantage concurrentiel fondé sur la technologie» a son domaine d’ancrage dans la stratégie des technologies d'information; il entraîne une modification des choix de la stratégie de l’entreprise (domaine pivot) qui justifie des changements dans l’organisation (modèle d’impact).  

### Exemples de l'alignement stratégique
Ainsi, si l’on examine l’exemple des compagnies aériennes LOW COST (EasyJet, Ryanair) qui fonctionnent à l’aide d’un alignement stratégique qui gagne fort en stratégie de volume, de coûts faibles, de prix bas et un système d’information adéquat. Ces compagnies ont mis en œuvre tout un arsenal de techniques et mesures fructifiantes dont l’objectif est de réduire les coûts de fonctionnement et les prix en même temps, ce qui a abouti à la diminution des charges et à l’augmentation des bénéfices. Elles étaient donc les premières à supprimer le billet “papier” dont le prix unitaire était élevé. La mise à jour en temps réel des taux de remplissage des avions abouti à un ajustement des tarifs et des promotions. Il est donc plus facile d’appliquer le modèle d’alignement stratégique lors de la création d’une entreprise : c’est le cas de ces compagnies. 
Le deuxième exemple à citer est celui du leader américain de la distribution Walmart. Sa stratégie (“Every Day Low Price”) repose sur un système d’information très développé qui permet de suivre en temps réel la rotation des stocks (poste de coût moyen dans la distribution). Le facteur de performance dans cet exemple est la cohérence qui existe entre la stratégie et le système d’information.
Nespresso est aussi un autre cas qui a mis en œuvre une stratégie de différenciation reposant sur une communication très développée qui permet le développement de la personnalisation de la relation client : identifier chaque client, suivre ses commandes, ses goûts et l’accueillir convenablement quand il se présente dans une succursale Nespresso. Air France applique la même stratégie de différenciation.

### Critiques du modèle de l'alignement stratégique
Cependant, le modèle d’alignement stratégique souffre de limites, parce qu’il ne prend pas en compte quelques facteurs et déterminants dans le fonctionnement de l’entreprise :
- Complexité des relations entre les domaines, ce qui a poussé les praticiens à mener des recherches et à développer des réflexions sur la problématique de la complexité des relations.
- Le modèle ne prend pas en compte le facteur temps, ni le concept d’évolution d’une manière explicite (périodes d’ajustement, synchronisation des évolutions) ; parce que le contexte initial et l’histoire de l’organisation déterminent en partie la vitesse d’évolution.
- Le modèle n’intègre pas le comportement des acteurs, chose très décisive dans le fonctionnement des systèmes d’information.

### Le modèle dynamique de l'alignement stratégique
Ces critiques ont abouti à l’élaboration d’un modèle dynamique d’alignement stratégique. 
La mise en place de la cohérence entre la stratégie générale et la stratégie de développement technologique se pose de façon dynamique et beaucoup plus complexe. Il est possible que la stratégie d’une organisation change et que le système d’information ne soit plus aligné. C’est pour cette raison, un modèle d’alignement stratégique dynamique a été développé. 
L’analyse de plusieurs cas a permis d’atteindre des résultats intéressants pour le management de la cohérence: 
- Les systèmes d’information des entreprises connaissent de longues phase d’évolution progressive et une relative stabilité organisationnelle. Donc les résultats ne sont pas parfaits.
- La réticence à effectuer des changements “révolutionnaires” dans les systèmes d’information existe dans les organisations. Le facteur de peur des conséquences du changement aboutit à une préférence pour la stabilité et les évolutions progressives.
- Les entreprises sont amenées à faire des changements “révolutionnaires” de l’ensemble du mix stratégie-structure-système d’information. Cependant, ces changements peuvent aboutir à des performances médiocres ou des changements de dirigeants ou changement de l’environnement.

## Démarche de l'alignement stratégique

### Identifier les fonctions de la maîtrise d'ouvrage impliquées
Les préoccupations majeures des maîtrises d'ouvrage sont d'aligner les objectifs du système d'information sur ceux du métier.
Les fonctions compétentes de la maîtrise d'ouvrage doivent être impliquées, à savoir la maîtrise d'ouvrage stratégique (MOAS).
Cette phase doit se coordonner, selon les cas, avec des démarches d'intelligence économique, de sécurité et de gestion des risques, d'interopérabilité (et donc de normalisation), de responsabilité sociétale, voire de communication.
Voir : Fonctions dans la maîtrise d'ouvrage.

### Définir les exigences
Il s'agit de définir les exigences, en prenant en compte un ensemble de paramètres complexes :
- Besoins du marché (produits et services) (opportunités) ;
- Concurrence (menaces, etc.) ;
- Communication, interne et externe, contexte associé ;
- Contraintes juridiques (directives européennes notamment) ;
- Sécurité globale, risques et vulnérabilités associées ;
- Plus généralement, exigences des partenaires et des parties prenantes, échanges associés dans une optique de responsabilité sociétale, l'une des principales étant les informations à fournir aux assurances, contenues dans le profil de protection.

On pourra utiliser un diagramme de causes et effets, ou diagramme d'Ishikawa, pour formaliser ces paramètres.
Il faut identifier les éléments du système d'information (principales données utilisées, applications) qui permettent d'atteindre les objectifs dans le contexte de l'entreprise pour définir :
- les besoins d'interopérabilité liés aux filières, et les conséquences sur l'utilisation de métadonnées et de registres de métadonnées,
- les besoins de mesure de performance (tableau de bord prospectif, etc.),
- les besoins de sécurité : l'un des éléments essentiels est la définition d'une politique de sécurité des systèmes d'information, dans laquelle le choix des tiers de confiance et la définition des critères communs revêtent une très grande importance, quant au matériel informatique et aux logiciels devant être employés pour la sécurité informatique.

L'un des éléments essentiels des exigences sont les règles métier.

### Identifier les axes de commonalité
C'est ce l'on appelle quelquefois les axes d'analyse en termes d'ingénierie des connaissances.
Cette tâche permet de cartographier les données, et par suite les applications et les flux.
Il s'agit d'identifier les métadonnées, et les structures de données correspondantes.
On parle, en ingénierie des connaissances, de cartographie de connaissances (ou knowledge map).
Cette étape a également pour avantage d'identifier les conditions nécessaires pour mettre en cohérence les briques du système d'information (voir méta-modèle d'urbanisme) et de gestion des connaissances dans des domaines particuliers, ou pour des filières stratégiques.

### Cartographier le système d'information
L'urbanisation est une démarche qui permet à une organisation de faire évoluer son système d'information pour développer de manière efficace les différents métiers de l'entreprise. 
- Données de référence
- Applications
- Flux

Cette cartographie se fait pour l'existant et pour la cible.
```
Voir : 
méta-modèle d'urbanisme
```

## Alignement et modèles de gouvernance des systèmes d'information
Selon Georges Épinette, le référentiel COBIT, souvent employé pour la gouvernance des systèmes d'information, souffre d'une relative indigence en matière d'alignement.
D'autres modèles, comme l'Analyse décisionnelle des systèmes complexes évitent cet écueil car basés sur une approche différente de l'organisation.

## L'alignement dans le monde anglo-saxon
Dans le monde anglo-saxon, on emploie l'expression strategic alignment pour exprimer ce concept.
Les américains emploient aussi la notion d'« information assurance » (IA), qui est très proche des concepts de sécurité de l'information et qui est souvent employé par erreur dans ce sens. Le concept d'IA va bien au-delà du fait de s'assurer que les informations d'une organisation sont sûres, mais embrasse une vue large de l'entreprise holistique sous l'angle de son organisation et des risques associés, afin de les éviter, de les limiter et de les résoudre.
Les consultants en « Information Assurance » conçoivent le rôle de l'IA dans le monde commercial comme un enjeu de gouvernance de l'entreprise pour les dirigeants des entreprises, qui exige une pensée stratégique claire et une action positive pour l'adresser. L'IA est une approche stratégique pour sécuriser les actifs d'information (capital intellectuel) d'une entreprise.
Le dictionnaire national d'Information Assurance américain la définit ainsi :
« Les mesures qui protègent et défendent l'information et les systèmes d'information en s'assurant de leur disponibilité, de leur intégrité, de leur capacité à être authentifiés, de leur confidentialité, et de leur non-répudiation ». Ces mesures incluent la fourniture de services de restauration des systèmes d'information en incorporant des capacités de protection, de détection, et de réaction.
Principes
- Confidentialité
- Intégrité
- Disponibilité

Le mnémonique “CIA” (qui n'a rien à voir avec l'organisation américaine, mais signifie Confidentiality, Integrity et Availability).
Une manière simple d'exprimer cela est "la bonne information à la bonne personne au bon moment" (on pourrait ajouter dans le bon contexte).